# Liste antiker Ortsnamen und geographischer Bezeichnungen/Ka
| Lateinischer Name | Griechischer Name | Beschreibung                                      | Heute                                       | Quellen und Verweise | Lage |
| ----------------- | ----------------- | ------------------------------------------------- | ------------------------------------------- | -------------------- | ---- |
| Kadesh            | Καδής (Kadēs)     | Lagerplatz der wandernden Israeliten in der Bibel | En el-Quderat im Norden der Sinai-Halbinsel | Smith;               |      |
| Kadmonites        |                   |                                                   |                                             | Smith;               |      |
| Kale Akte         |                   | siehe Calacte                                     |                                             |                      |      |
| Kamon             | Καμών (Kamōn)     | biblischer Ort im Land Gilead                     |                                             | Smith;               |      |
| Kanah             |                   |                                                   |                                             | Smith;               |      |
| Kapharabis        |                   |                                                   |                                             | Smith;               |      |
| Karnasion         |                   | siehe Carnasium                                   |                                             |                      |      |